# Nuclear Blast
Nuclear Blast est un label indépendant allemand, fondé en 1987 par Markus Staiger, basé à Donzdorf, Göppingen. Spécialisé dans le punk hardcore à ses débuts, Nuclear Blast se tournera ensuite vers les groupes de heavy metal et tous ses dérivés.
Le label change de logo en 2022.

## Histoire

### Débuts

Logo du label utilisé entre 1987 et 2022.

Le label est créé en 1987, sous le nom de Blast, rapidement changé en Nuclear Blast. La première sortie du label était une compilation de groupes de punk hardcore, nommée Senseless Death. Les ventes du label ne décollent vraiment qu'à partir de 1990, avec les albums d'Atrocity, Master et Incubus, vendus à plus de 30 000 exemplaires chacun.
Entre 1990 et 1993, la scène death metal était en pleine explosion et Nuclear Blast sort certains classiques du genre avec les albums de Benediction, Hypocrisy, Dismember et Kataklysm. Peu après, c'est au tour du metal gothique et du black metal d'exploser, et là encore, Nuclear Blast sort les albums de groupes comme Therion, entraînant des ventes toujours plus importantes.
Mais c'est entre 1994 et 1997 que Nuclear Blast devient un des plus gros labels indépendants avec la signature de groupes comme Dissection, In Flames ou Dimmu Borgir, depuis, le label est un des plus importants de la scène metal, aux côtés de Roadrunner Records et Century Media.

### Années 2000–2020
Le groupe suédois Meshuggah devient le premier groupe de l'histoire de Nuclear Blast Records à entrer dans le Billboard 200, atterrissant à la 165e place avec leur album Nothing sorti en 2002. Meshuggah devient également le premier groupe de Nuclear Blast à être chroniqué dans le magazine américain Rolling Stone.
En 2004, le groupe finlandais de metal symphonique Nightwish sort Once sur Nuclear Blast, qui se hisse au sommet des classements dans de nombreux pays, dont la Finlande, l'Allemagne, la Norvège, la Grèce, la Suède, l'Autriche et bien d'autres encore. Il devient le premier album de l'histoire de la société à atteindre la première place des charts allemands. Slayer sort l'album Repentless en 2015 qui se hisse à la quatrième place du Billboard 200, ce qui en fait l'album de Nuclear Blast le mieux classe aux États-Unis,.
Dans les années 2000 et 2010, Nuclear Blast a signé nombre de groupes vétérans de thrash metal comme Slayer, Exodus, Testament, Anthrax, Kreator, Overkill, Sepultura, Destruction, Tankard, Death Angel et Heathen.
En 2007, afin de célébrer les 20 ans d'existence du label, Nuclear Blast annonce la sortie d'un album anniversaire exclusif, de 20 chansons en 2 parties : un album nommé Into the Light, regroupant des chansons plutôt heavy metal et power metal, ainsi qu'un album intitulé Out of the Dark, regroupant des chansons ayant un côté plus sombre que celles présentes sur l'album précédent.
En octobre 2018, Believe Digital devient actionnaire majoritaire de Nuclear Blast.
En juin 2022, Nuclear Blast dévoile un nouveau logo. Le logo suscite une certaine controverse lorsque la compagnie d'eau en canette Liquid Death a noté en plaisantant ses similitudes avec leur logo (qui présente également un crâne en train de fondre), conduisant par inadvertance son concepteur, Justin Moll, à recevoir un courrier haineux. Liquid Death s'est rapidement excusé pour la blague, disant qu'elle ne visait pas Moll mais Nuclear Blast, dont le personnel aurait soulevé des inquiétudes sur les similitudes du nouveau logo avec celui de Liquid Death avant qu'il ne soit mis en place.
Le 23 août 2022 sort le jeu vidéo Saints Row, qui propose une station de radio dans le jeu avec des artistes de Nuclear Blast.